# Bliskoistočni sukob
Bliskoistočni sukob, neprestani politički i vojni sukob na području Bliskog (Srednjeg) Istoka od stvaranja države Izrael (1948.). Iako je prošlo preko 70 godina od osnutka hebrejske države, sukob traje još i danas zbog težnje Arapa da stvore palestinsku državu na području Gaze i Zapadne obale.

## Povijest

### Podjela Mandatne Palestine
Nijedno svjetsko žarište u proteklih pola stoljeća nije bilo neprekidno nestabilno, niti je imalo globalno važne posljedice kao područje prednjeg Bliskog istoka. Regija obuhvaća države Bliskog istoka okrenute Mediteranu – Izrael, područja pod palestinskom samoupravom te Libanon, Siriju, Egipat i Jordan. Početkom 20. stoljeća ta područje su se nalazila u sastavu Osmanskog Carstva, s iznimkom Egipta koji je bio britanski protektorat i Libanona u koji je prije djelomično penetrirala francuska kolonijalna vlast. Naseljavala ga je apsolutna većina muslimanskog stanovništva arapskog podrijetla s malim enklavama kršćanskih maronita, Židova i šijitskih muslimana.
Slabljenje Osmanskog Carstva krajem XIX. stoljeća dalo je određenu nadu arapskim liderima da će svršetkom osmanlijske vlasti biti stvorena jedinstvena arapska država. No, razvoj događaja tekao je drugim smjerom. Važnost regije za strateške interese europskih kolonijalnih sila bila je velika te je područje Bliskog istoka krajem I. svjetskog rata i propasti osmanske imperije, uz blagoslov Lige naroda, bilo razdijeljeno između europskih sila na više teritorija s različitim stupnjem autonomije. Tako su na području prednjeg Bliskog istoka Velikoj Britaniji kao mandatna područja pripali Palestina, s obvezom stvaranja nacionalnog doma za Židove (od koje će ona, ubrzo, odcijepiti 4/5 i od toga stvoriti državu Transjordan, za svog saveznika, šerifa od Meke, koji je izgubio utjecaj u svojoj domovini, sada Saudijskoj Arabiji, i Židove, a Francuskoj Sirija i Libanon.

### Nastanak cionističkog pokreta i ideja židovske države
Kao odgovor na val antisemitizma, koji je u drugoj polovici XIX. stoljeća ponovno zapljusnuo Europu, a u kontekstu nastajanja brojnih nacionalnih pokreta, među europskim Židovima nastala je ideja stvaranja suverene židovske države, koja bi bila jamstvo opstanka Židova u svijetu. Na inicijativu austrougarskog Židova Theodora Herzla 1897. godine osnovan je cionistički pokret, koji je na svom prvom zasjedanju za mjesto osnivanja države izabrao biblijski Izrael. Pokret je dobio naziv po brdu Cion, na kojem je bio smješten jeruzalemski hram, a tvorac kovanice bio je austrijski filozof Nathan Birnbaum. Pokret je istodobno zatražio međunarodnu potporu za svoj cilj, no ideja židovske državnosti isprva nije naišla na osobito odobravanje u međunarodnim diplomatskim krugovima.
No, realizacija ideje židovske državnosti ipak se pojavila na horizontu, nakon što je britanska vojska 1917. zauzela taj dio Osmanskog Carstva. U tom trenutku najvećim postignućem cionističkog pokreta pokazalo se donošenje tzv. Balfourove deklaracije u studenom 1917., nazvane po britanskom ministru vanjskih poslova Balfouru. Tom je deklaracijom britanska vlada, nastojeći pridobiti potporu svjetskih Židova za sile Antante, dala potporu ideji da se na području Palestine osnuje nacionalni dom za Židove. No, britanska je diplomacija vješto trgovala Palestinom u dva ranija slučaja. London je obećao Arapima stvaranje države na ruševinama Osmanskog Carstva u zamjenu za njihovu borbu protiv Turaka, o čemu svjedoči korespondencija britanskog povjerenika za Egipat McMahona i tada najutjecajnijeg arapskog vođe Huseina Ibn Alija vođena između 1915. i 1916., godine. U drugom dokumentu, tajnom dogovoru Sykes-Picot iz 1916. Velika Britanija je obećala podjelu područja svojim saveznicama Francuskoj i Rusiji.
Balfourova je deklaracija otvorila put većem židovskom useljavanju u Palestinu. Ubrzo, podjelom Palestine na Palestinu i Transjordan, dio Palestine istočno od rijeke Jordan zatvoren je za židovsko useljavanje. Iako je u početku britanskog mandata u Palestini živjelo 590 tisuća Arapa i tek pedesetak tisuća Židova, taj se omjer ubrzo počeo mijenjati. Useljavanje Židova dodatno su potaknuli gospodarska depresija tridesetih godina i uspon nacizma u Njemačkoj. Arapsko, pak, useljavanje ubrzano je gospodarskim razvojem regije. Iako su Britanci nastojali održati političku ravnotežu između doseljenih Židova i arapske većine hraneći ih kontradiktornim obećanjima, s rastom židovske imigracije u Palestinu jačalo je i arapsko nezadovoljstvo. Prvi napadi na doseljene Židove dogodili su se 1920. u Jeruzalemu, a kulminirali su velikim arapskim ustancima 1929. i 1936. godine. Pobune su Britanci ugušili silom, a činjenica da je osim britanskih vojnih ciljeva na meti arapskih ustanika bilo i židovsko stanovništvo imala je za posljedicu stvaranje i naoružavanje židovskih milicija.
Najveća židovska paravojna formacija bila je lijevo orijentirana skupina Haganah sa svojom elitnom jedinicom Palmach, iz koje je potekao niz židovskih lidera XX. stoljeća, kao što su Yitzhak Rabin i Moshe Dayan. Na drugoj strani nalazila se ideološki desna oružana skupina Irgun Zvai Leumi, iz koje su pak potekli bardovi izraelske desnice Menachem Begin i Yitzhak Shamir. Obje su skupine sudjelovale u okršajima s arapskim militantima te u napadima na britanske garnizone u Palestini, da bi poslije, tijekom političke konsolidacije izraelskog vodstva, došlo i do kratkotrajnog oružanog sukoba između te dvije skupine.
Tretirajući ga kao unutrašnje britansko pitanje, problem Palestine je 1937. pokušala riješiti tzv. Peelova komisija koja je predložila novu podjelu Palestine na dva dijela. Uoči početka II. svjetskog rata Velika Britanija je unatoč vijestima o progonu europskih Židova, u nastojanju da da ustupke Arapima, primijenila još oštrije restrikcje kod židovskog (ali ne i arapskog) useljavanja u Palestinu i ograničila kontingent židovskih useljenika na 75 tisuća tijekom pet godina, dok je za veći broj imigranata bila potrebna arapska suglasnost. No, sve ozbiljne pokušaje rješavanja arapsko-židovskog konflikta prekinuo je početak II. svjetskog rata.
Ali ni rat u Europi i Sjevernoj Africi nije okončao povremene međusobne sukobe Židova i Arapa, koji su 1944. godine kulminirali oružanim ustankom židovske milicije Irgun protiv britanske vlasti u Palestini. Nakon što su na vidjelo izbila stradanja Židova za vrijeme holokausta, ideja židovske državnosti na Zapadu je dobila simpatije i veće razumijevanje. Unatoč tome, Velika Britanija nije dopustila useljavanje stotinjak tisuća preživjelih zatvorenika koncentracijskih logora u Palestinu, pa su mnogi našli utočište ilegalno. U razdoblju nakon rata London je stvorio nekoliko planova političkog rješenja Palestine koji su bili odbijeni jedan za drugim. Na posljetku, Velika Britanija oslabljena u II. svjetskom ratu shvatila je da više nije spremna nositi teret angažmana u Palestini te je u veljači 1947. stavila svoj mandat u Palestini na raspolaganje Ujedinjenim Narodima i odlučila se povući.
U međuvremenu su se ostale zemlje regije polako izvlačile ispod kolonijalne vlasti - 1944. godine Libanon je postao neovisan, 1946. Transjordanija i Sirija, a Egipat je još 1922. stekao formalnu neovisnost uz britansku vojnu nazočnost na svom tlu koja se protegnula do 1956. godine. Unatoč neovisnosti, u većini zemalja na vlasti su ostale monarhije ili političke elite koje su odgovarale bivšim kolonijalnim posjednicima. Tek su revolucije koje su se dogodile desetljeće kasnije otrgnule arapske države od kolonijalnog utjecaja. U Kairu su 1945. Egipat, Libanon, Sirija, Transjordanija, Irak, Saudijska Arabija i Jemen osnovali Arapsku ligu, političku organizaciju arapskih država čiji je deklarirani cilj bio zajednička suradnja i koordinacija vanjske politike država članica. No, u trenutku stvaranja, jedna od najvažnijih političkih zadaća Arapske lige bilo je sprječavanje nastanka židovske države u Palestini, koja će proglašenjem države Izrael tri godine kasnije evoluirati u vojnu zadaću.
U studenom 1947. Ujedinjeni narodi su Rezolucijom br. 181 odlučili da mandat Velike Britanije u Palestini prestaje u svibnju 1948. i objavili plan o podjeli Palestine na dvije države - židovsku i arapsku. Prema planu, oba su dijela trebala biti ujedinjena gospodarskom unijom a podjela je predviđala posebni status grada Jeruzalema kao područja pod izravnom jurisdikcijom Ujedinjenih naroda. Odluka je donesena uvjerljivom većinom glasova u Glavnoj skupštini, uz istodobnu potporu glasova Sjedinjenih Država i Sovjetskog Saveza. Velika Britanija ostala je suzdržana, a protiv podjele glasale su sve arapske zemlje. Palestinski Židovi prihvatili su plan, dok ga je arapska zajednica odlučno odbacila. Različit stav dviju zajednica prema UN-ovom planu rezultirao je eskalacijom borbi.

### Stvaranje države Izrael i prviizraelsko - arapski rat
Na temelju odluke UN-a u studenom 1947. britanski je mandat u Palestini prestao u ponoć 14. svibnja. Istog je dana Židovsko narodno vijeće na području koje mu je dodijeljeno planom podjele okrunilo svoju četiri desetljeća staru cionističku borbu za židovsku državnost i proglasilo izraelsku državu. Odmah su je priznale i Sjedinjene Američke Države i Sovjetski Savez, a do kraja godine učinila je to i većina suverenih država u svijetu, s iznimkom arapskih.
Nastojeći spriječiti podjelu Palestine, dan nakon proglašenja Izraela počeo je napad vojski arapskih zemalja na tek proglašenu židovsku državu. U napadu je sudjelovalo šest arapskih država, članica Arapske lige - Egipat, Sirija, Transjordanija, Irak i Libanon te mali vojni kontingent iz Jemena, a arapskim vojskama svakako treba pribrojiti i aktivne arapske borce iz Palestine, kojima je zapovijedao klerik al-Susayn. Sjever Izraela napadale su sirijske i libanonske snage, a transjordanska Arapska legija, ojačana iračkim vojnim kontingentom, prodrla je u smjeru grada Jeruzalema. Egipatske snage, koje su s otprilike dvanaest tisuća vojnika bile najbrojnija arapska vojska u ratu, napreduju s područja Sinajskog poluotoka u smjeru grada Tel Aviva. No, arapske vojske su djelovale bez jasno definiranih ciljeva i međusobne koordinacije što će se u drugoj fazi rata pokazati kobnim.
Uoči rata na području cijele Palestine živjelo je milijun i tristo tisuća Arapa te šesto tisuća Židova. Iako je Izrael od prije imao poluautonomnu vladu, a u trenutku napada arapskih država imao je pod oružjem trideset i pet tisuća ljudi, nije bio spreman za rat većih razmjera. Najvažniji oslonac obrane bile su milicije u koje su bili organizirani stanovnici malih poljoprivrednih komuna - kibuca. S druge strane, palestinski se Arapi nisu nikad oporavili od poraza u ustanku 1936. te je većina njihovih lidera bila u egzilu (najpoznatiji od kojih je jeruzalemski muftija Hadž Amin al Huseini, osnivač Handžar divizije), a veliki dio arapskih gerilaca razoružala je britanska vlast.
Nakon dva tjedna borbi, transjordanska vojska zauzela je stari dio grada Jeruzalema koji su od prije opsjedali arapski militanti, dok su židovske snage ostale odsječene u novom dijelu grada. Na sjeveru Palestine sirijske snage osvojile su grad Mishmar Hayarden, a na jugu su Egipćani zauzeli Pojas Gaze te pustinju Negev i grad Beršebu. Nekoliko dana kasnije egipatske su se snage južno od Tel Aviva spojile s transjordanskom vojskom, čime su arapska osvajanja u ratu 1948. godine dosegnula svoj teritorijalni maksimum. Izrael se u tom trenutku nalazio u izrazito teškoj poziciji. Državnost i opstanak Židova u Palestini bili dovedeni su u pitanje,a jedini segment bojišta kojim je još uvijek dominirala izraelska strana bio je zračni prostor.
Na inicijativu Ujedinjenih naroda 11. lipnja 1948. borbe su zaustavljene. Izrael je iskoristio stanku u ratu za dopremanje oružja te reorganizaciju i pregrupiranje svojih snaga, a broj ljudi pod oružjem na izraelskoj strani u to je vrijeme narastao na šezdeset tisuća. Zanimljivo je da je presudnu ulogu u naoružavanju Izraela u Prvom izraelsko-arapskom ratu imao Sovjetski Savez preko Čehoslovačke. On je u nastanku Izraela vidio priliku za realizaciju vlastitih strateških interesa na Bliskom istoku. No, sljedećih se godina fokus Moskve premjestio s Izraela na mlade arapske socijalističke republike u izraelskom susjedstvu, a blisko savezništvo se počinje stvarati između Tel Aviva i Washingtona.
Vrijeme prekida vatre izraelski je lider Ben Gurion iskoristio i za konsolidaciju izraelskog vojnog zapovjedništva te je odlučeno da se sve naoružane skupine stave pod zajedničko zapovjedništvo. Ben Gurion je još krajem svibnja proglasio stvaranje Izraelskih obrambenih snaga ili Zvah Haganah Le Yisrael, koje su zabranjivale druge oružane snage na izraelskom teritoriju. Najveći problem izraelskom vodstvu bila je desna milicija Irgun Zvai Leumi, koja je poluautonomno vodila borbe protiv Arapa.
U lipnju 1948. godine dolazi do oružanog incidenta i međužidovskog sukoba oko broda Altalena u kojem je poginulo više od osamdeset ljudi. Međužidovski građanski rat spriječen je nakon što je vodstvo Irguna prihvatilo zajedničko zapovjedništvo pod Ben Gurionom. No, međužidovsko prolijevanje krvi bacilo je sjenu na izraelsku unutrašnju politiku koja je trajala još godinama nakon događaja, a neizravno se osjećala u odnosima izraelske ljevice i desnice i desetljećima kasnije.
Uz međunarodno posredovanje predvođeno švedskim diplomatom grofom Bernadotteom, predstavnici dviju strana na grčkom otoku Rodu počeli su pregovore o budućnosti Palestine. Bernadotte je predlagao davanje područja Galileje Židovima a pustinje Negev Arapima, no obje su strane odbile njegov prijedlog te su 9. srpnja, nakon četiri tjedna obustave vatre, borbe obnovljene. Izrael je nizom manjih operacija nastojao vratiti pod svoju kontrolu teritorij koji je izgubio tijekom proteklih mjeseci, ali i proširiti se izvan područja koje mu je bilo namijenjeno UN-ovim planom. Operacija "Dani" izvedena je na središnjem dijelu bojišta kod mjesta Lod i Ramle radi razdvajanja arapskih vojski. Izraelska ofenziva "Dekel" bila je na sjeveru Palestine, a rezultirala je izraelskim osvajanjem grada Nazareta i donje Galileje. Istodobno je izraelsko ratno zrakoplovstvo napalo glavne arapske gradove Kairo, Damask i Aman. Na pritisak UN-a 18. srpnja sklopljeno je novo primirje s namjerom oživljavanja pregovora, no konačni udarac mirnom rješenju sukoba zadalo je ubojstvo međunarodnog posrednika grofa Bernadottea, kojeg su ubili židovski ekstremisti iz organizacije Lehi.
Izraelske pobjede stvorile su nesuglasice između arapskih saveznika u pogledu daljnjeg vođenja rata - Jordan i Irak su bili spremni na pregovore s Izraelcima, dok je egipatski kralj Faruk I. odbio pred vlastitom javnosti priznati poraz te je i nadalje podržavao nastavak borbi. Završna faza rata počela je početkom listopada izraelskom ofanzivom na južnom bojištu. U njoj su nakon deset dana borbi Egipćani odbačeni u Pojas Gaze. Krajem prosinca 1948. godine Izraelci su krenuli u novu ofenzivu na području pustinje Negev. Nakon što je izraelska vojska odsjekla egipatske snage u Gazi, egipatski kralj Faruk pristao je na primirje.
Prekid vatre između Izraela i Egipta potpisan je na otoku Rodosu 24. veljače 1949., čime je okončan Prvi izraelsko-arapski rat. Izraelski teritorij je nakon rata bio veći za otprilike 3400 kvadratnih kilometara od onog koji mu je bio namijenjen UN-ovim planom podjele. Od dijelova Palestine koje su nadzirale arapske vojske prostor zapadne obale rijeke Jordan anektirala je Transjordanija koja je 1949. promijenila ime u Jordan, dok je područje Gaze bilo pripojeno Egiptu.
Poraz arapskih država u ratu 1948. godine doveo je do političkih previranja i krupnih promjena u arapskim zemljama. U Siriji je u ožujku 1949. izveden vojni udar generala Husnija al Zaima, koji je već nakon nekoliko mjeseci bio srušen, nakon toga je sljedećih godina uslijedila serija novih vojnih udara. Jordanskog kralja Abdulaha je u srpnju 1950. ubio palestinski tinejdžer, nezadovoljan potpisivanjem primirja s Izraelom. Poraz u ratu 1948. – 1949. bio je najvažniji razlog zbog kojega je 1952. godine svrgnut egipatski kralj Faruk i proglašena Republika Egipat. Za razliku od svojih arapskih susjeda, koji su nakon rata bili u stalnom političkom previranju, Izrael se učvrstio kao stabilna parlamentarna demokracija. U zemlji su 1949. održani izbori, nakon kojih je Ben Gurion postao prvi premijer a bivši cionistički lider Chaim Weizmann prvi izraelski predsjednik.
Prvi izraelsko-arapski rat je u pogledu ljudskih gubitaka bio najskuplji rat koji je Izrael vodio - u ratu je poginulo oko šest tisuća Izraelaca, od toga trećina pri opsadi Jeruzalema, a ranjeno je oko 35 tisuća ljudi, što je bilo otprilike pet posto tadašnjeg židovskog stanovništva Palestine. Na arapskoj je strani poginulo oko osam tisuća ljudi, od toga tisuću civila. Obje su strane počinile više zločina nad civilnim stanovništvom. Tijekom borbi i nakon rata oko devet stotina tisuća palestinskih Arapa prebjeglo je ili je protjerano na teritorij susjednih zemalja, više stotina arapskih naselja je nestalo; iz arapskih je zemalja u to vrijeme pa do iza rata 1967. godine prognano između 800.000 i milijun Židova. Iako je većina palestinskih Arapa pobjegla pred ratnim djelovanjima, određeni broj civila protjerale su židovske milicije silom. Proces djelomičnog protjerivanja izraelskih Arapa protegao se do 1951. godine, kada je protjerano nekoliko tisuća Arapa sa sjevera Izraela tijekom projekta skretanja vodnih tokova. Arapski izbjeglički val bit će povod mnogih regionalnih sukoba koji će uslijediti u budućnosti i stalni izvor destabilizacije cijele regije. Za njih će biti stvorena i posebna agencija UN-a za izbjeglice. Židovske izbjeglice past će u zaborav.

### Sueski rat
Početkom pedesetih godina Izrael je uz dotadašnje donacije svjetskih židovskih organizacija počeo primati i pomoć iz inozemstva, prije svega Sjedinjenih Američkih Država. Ekonomska asistencija je pomogla da se gospodarstvo mlade izraelske države osovi na noge te izvuče iz teškoća izazvanih ratom i stalnim useljavanjem prvih godina postojanja.
No, ratna prijetnja arapskog susjedstva bila je stvarna za Izrael i u poslijeratnom razdoblju. U razdoblju nakon rata 1948. godine zaredali su napadi palestinskih fedajina na ciljeve u Izraelu. Naime, arapske su izbjeglice iz nekadašnje mandatne Palestine regrutirane u izbjegličkim kampovima u susjednim arapskim zemljama te uz pomoć njihovih vlada ubacivani na izraelski teritorij, gdje su napadali civilne i vojne ciljeve. Napadi fedajina ostavili su iza sebe desetine žrtava te, unatoč izraelskom oružanom odgovoru, postaju uobičajena praksa sljedećih nekoliko desetljeća.
Izrael je 1953. godine izveo osvetničke napade koji su imali za posljedicu velike civilne žrtve - pri napadu na izbjeglički kamp El-Bureig u Pojasu Gaze, te na mjesto Quibyu na jordanskom teritoriju, ubijeno je sedamdeset arapskih civila.
Otprilike šestinu tadašnje populacije Izraela činili su Arapi koji nisu napustili svoje domove nakon rata 1948. Njih je Izrael držao pod vojnom upravom te ih je u više navrata preselio iz pograničnih zona. Izraelsko je vodstvo imalo na umu da će arapske zemlje teško prihvatiti postojanje Izraela te su uložili velike napore na uvježbavanje snažne, male vojske, koja je sredinom pedesetih imala oko dvjesto tisuća pričuvnih vojnika.
Mogućnost sklapanja mira između Izraela i najumjerenijeg arapskog lidera, jordanskog kralja Abdullaha, neslavno je propala nakon što su kralja Abdullaha u Jeruzalemu 1950. ubili palestinski ekstremisti. Rušenje monarhije u Egiptu 1952. označilo je novu prekretnicu u odnosu snaga na Bliskom istoku. Tako je razdoblje političkih previranja u Egiptu, izazvanih porazom 1948., kulminiralo vojnim udarom kojim je srušen kralj Faruk. Zbivanja u Egiptu s pozornošću su bila praćena u Tel Avivu. Egipatska vojska se u ratu 1948. pokazala najtežim izraelskim protivnikom i najvećom opasnošću, dok je Egipat bio najčešća polazna točka za ubacivanje arapskih komandosa na izraelski teritorij. Izrael je zabrinjavao rast arapskog nacionalizma, a činjenica je da je Egipat imao niz nabavi oružja iz istočnog bloka, zbog čega je bio na najboljem putu da se etablira kao regionalna velesila. Radi diskreditacije Egipta u očima Zapada, izraelska obavještajna skupina je početkom pedesetih u Egiptu izvela niz protuameričkih terorističkih akcija u obliku podmetanja bombi. Nakon što je to otkriveno u javnosti nekoliko godina kasnije, cijela operacija je prozvana prema tadašnjem ministru obrane koji je naredio cijelu akciju "Afera Lavon". No, veze između Egipta i Zapada nisu presjekli izraelski obavještajni agenti već sam egipatski predsjednik Gamal Abdel Naser.
Sjedinjene Američke Države pokušale su posredovati u sukobu Egipta i Izraela obećavajući izdašnu gospodarsku pomoć objema zemljama. U Egiptu su tu pomoć namijenili gradnji Asuanske brane na rijeci Nil. No, dolaskom Gamala Abdela Nasera na čelo vojnog režima u Kairu u travnju 1954. godine Egipat se počeo približavati Sovjetskom Savezu. Zabrinut zbog egipatskog koketiranja sa Sovjetskim Savezom, američki predsjednik Eisenhower otkazao je Kairu zajam za financiranje Asuanske brane. Do kulminacije zaoštravanja odnosa Egipta sa zapadnim zemljama došlo je u srpnju 1956. godine egipatskom nacionalizacijom Sueskog kanala, koja je opravdana potrebom pronalaženja izvora financiranja gradnje Asuanske brane.
U listopadu 1956. godine na tajnom su se sastanku našli premijeri triju država, čiji su strateški interesi u najvećoj mjeri bili povrijeđeni Naserovom politikom - premijer Francuske Mollet i Velike Britanije Eden te Izraela Ben-Gurion. Velika Britanija je odlučila zaštititi ugrožene interese svog kapitala u kompaniji koja je upravljala Sueskim kanalom te povratiti svoj izgubljeni utjecaj na Bliskom istoku. Francuska je, uz motive slične britanskim, računala na to da bi rušenjem Nasera izravno utjecala i na slabljenje egipatske podrške tadašnjim protufrancuskim ustancima u Alžiru, Maroku i Tunisu. Posve prirodno, za zbivanja u Egiptu bio je zainteresiran i Izrael koji je želio eliminirati najsnažniju protivničku vojsku i neutralizirati baze palestinskih fedajina u Pojasu Gaze. Na sastanku je postignut dogovor o zajedničkoj vojnoj akciji na Egipat i o rušenju Nasera, po sličnom obrascu kojim je američka CIA godinu dana prije srušila nacionalističkog iranskog predsjednika Mossadegha, koji je u Iranu pokušao nacionalizirati zapadne naftne kompanije. Plan nazvan Operacija Teleskop predviđao je napad Izraela na područje Sinajskog poluotoka nakon čega će se pod izlikom zaštite stranih brodova u Kanalu u sukob umiješati Velika Britanija i Francuska. Početni izraelski udar privući će egipatske snage na Sinajski poluotok, koje su onda zračnim desantima britanskih i francuskih postrojbi u području Sueskog kanala trebale biti odsječene i uništene. Izrael je u tajnosti mobilizirao sve motorizirane jedinice kojima je raspolagao i pripremio se za iznenadni napad.
Izraelski napad, kojim je zapovijedao proslavljeni general Moshe Dayan, počeo je u popodnevnim satima 29. listopada 1956. zračnim desantom na području strateški važnog klanca Mitle na Sinajskom poluotoku, koji je imao važnu ulogu i u svim sljedećim izraelsko-arapskim ratovima. Usporedo s padobranskim desantom na područje Sinaja, ulaze i izraelske oklopne postrojbe. U skladu s prije dogovorenim, Velika Britanija i Francuska 30. listopada diplomatskim putem traže povlačenje egipatskih i izraelskih jedinica iz područja Kanala prijeteći vojnom intervencijom. Egipat je očekivano odbio ultimatum te sljedeći dan počinju britanski i francuski zračni napadi na ciljeve diljem Egipta. Zračni desanti britanskih trupa izvedeni su 5. studenog zapadno od Port Saida na zapadnoj obali Sueskog kanala te francuskih padobranaca na području Port Fuada na istočnoj obali Kanala, koje u potpunosti ovladavaju područjem Sueskog kanala.
Anglo-francuski napad na Egipat izazvao je oštru diplomatsku reakciju Sovjetskog Saveza, a akcija je naišla na neodobravanje u Washingtonu, gdje je Eisenhowerova administracija bila bijesna zbog poduzimanja napada bez prethodnih konzultacija sa Sjedinjenim Državama. Bijela kuća je u tom trenutku bila zabavljena situacijom u Mađarskoj, gdje su sovjetski tenkovi skršili mađarski ustanak, a Eisenhoweru ta kriza nije odgovarala ni zbog predstojećih predsjedničkih izbora. Nakon američkog pritiska, Velika Britanija i Francuska bile su prisiljene poštovati odluku Ujedinjenih naroda o prekidu vatre. Britanske i francuske postrojbe povukle su se 22. prosinca 1956. sa Sueskog Kanala, a izraelska vojska odlazi sa Sinajskog poluotoka u ožujku 1957. godine.
Egipatska vojska je tijekom kratkog Sueskog rata 1956. teško stradala, zrakoplovstvo je gotovo uništeno, a uvelike je oslabljena i ratna mornarica. Sueski kanal je bio zatvoren do 1957., a Egipat je 1962. nadoknadio vrijednost nacionalizirane imovine izvornim vlasnicima. Arapske zemlje su u znak protesta nakon Sueske krize smanjile isporuke nafte Zapadu, stvarajući mali naftni udar i blagi nagovještaj velike naftne krize koja će se dogoditi nakon rata 1973. godine.
Unatoč činjenici da je s vojne strane operacija bila uspješna, za Veliku Britaniju i Francusku je na političkoj i diplomatskoj razini bila potpuni fijasko i dovela je do velikih potresa na domaćim političkim scenama. Paradoksalno, pobjednicima Sueskog rata mogu se smatrati Izrael i Egipat. Izrael je dolaskom snaga UN-a na Sinajski poluotok i svođenjem Egipta na razinu trećerazredne vojne sile ostvario svoj prvotni cilj da osigura svoje južne granice za gotovo cijelo sljedeće desetljeće. Izrael je također ishodio pravo prolaska brodova kroz Tiranski tjesnac, a vojna suradnja Tel Aviva s Francuskom u idućim se godinama odrazila i na polju vojne industrije, koja je uz ostalo rezultirala i gradnjom nuklearnog reaktora u Dimoni u Izraelu. Rat 1956. godine je za Izrael bio uspješan test vlastitih oružanih snaga koje će idućih desetljeća igrati veliku ulogu u održanju Izraela. S druge strane, Egipat je unatoč vojnom porazu zadržao nadzor nad Sueskim kanalom, a još je važniji diplomatski prestiž koji je sebi Egipat priskrbio. Naser je politički ojačao u vlastitoj zemlji te se nametnuo kao svearapski lider. Najveći dio tog utjecaja iskoristio je za stvaranje protuizraelske koalicije.
Egipatski predsjednik Naser vješto je kapitalizirao politički prestiž stečen nakon Sueske krize te je pedesetih godina XX. stoljeća figurirao kao neslužbeni lider arapskog svijeta. Naserov panarabizam je 1958. godine konkretiziran ujedinjenjem Egipta i Sirije u zajedničku državu nazvanu Ujedinjena Arapska Republika. Tu Naserov projekt nije stao, već se UAR povezala s Jemenom u konfederaciju ambiciozno prozvanu Sjedinjene Arapske Države. Kao protuteža socijalističkoj Ujedinjenoj Arapskoj Republici, u ožujku 1958. dvije su prozapadne arapske monarhije Jordan i Irak ušle u federaciju nazvanu Arapska Unija. No, već u srpnju 1958. na poticaj iz UAR-a srušena je iračka monarhija a irački kralj Feisal II. je u državnom udaru ubijen, čime je propao projekt Arapske Unije. Ni Ujedinjena Arapska Republika neće biti dugog vijeka - sirijski je entuzijazam brzo splasnuo nakon što je postalo jasno da zajedničkom državom dominira Kairo, dok su se Irak, nakon rušenja monarhije, i Sudan odbili pridružiti UAR-u. Projekt Ujedinjene Arapske Republike neslavno je raspušten 1961. nakon vojnog udara u Siriji.
Političke turbulencije u arapskom svijetu pedesetih godina bile su najteže u Jemenu gdje je trajao građanski rat u koji su bile upletene i egipatske trupe, te u Libanonu u kojem su političke napetosti, do kojih je dovela neravnomjerna raspodjela političke moći između etničkih zajednica, eksplodirale 1958. u kratkotrajni građanski rat s tri tisuće poginulih. Tek je američka vojna intervencija, kojom je Washington želio preduhitriti širenje panarabizma na Libanon i silazak prozapadnog kršćanskog predsjednika Chamouna s vlasti, smirila situaciju.

### Šestodnevni rat
Najveću korist od razjedinjenosti arapskog svijeta u svakom je slučaju imao Izrael, koji je u to vrijeme i sam bio duboko u problemima. Gospodarska kriza i smanjenje useljavanja te rast broja Židova koji su napuštali Izrael, kao i velike kulturološke razlike između različitih židovskih zajednica, stvarale su sliku depresivnog društva u očekivanju novog rata. Razdoblje nakon Sueskog rata nije prolazilo bez sukoba Izraela i okolnih arapskih zemalja. Između 1965. i 1967. godine dogodio se niz ozbiljnih čarki na granici Izraela sa Sirijom i Jordanom. Sirijska podrška terorističkim napadima palestinskog Fataha na židovska naselja u skladu s već ustaljenom praksom izazvala je seriju izraelskih vojnih odmazdi na sirijski teritorij. Početkom 1967. učestali su napadi sirijskog topništva na Izrael, a u travnju su vođeni zračni dvoboji između izraelskog i sirijskog zrakoplovstva u kojem je srušeno šest sirijskih letjelica. Nove tenzije u odnosima s arapskim susjedima izazvala je izraelska odluka da skrene dio toka rijeke Jordan radi navodnjavanja pustinje Negev, na što su arapske zemlje 1965. godine odlučile osiromašiti tok Jordana skretanjem njegovih pritoka na svom teritoriju.
Sredinom svibnja 1967. Egipat je počeo koncentrirati svoje vojne snage na Sinajskom poluotoku unatoč činjenici da su njegove vojne efektive bile bitno ograničene angažmanom u građanskom ratu u Jemenu u kojem je sudjelovalo 50 tisuća egipatskih vojnika. Na egipatski su zahtjev 18. svibnja sa Sinaja povučene snage UN-a, a potkraj svibnja Egipat je zabranio prolaz izraelskim brodovima kroz Tiranski tjesnac i tako blokirao južnu izraelsku luku Eilat u Akapskom zaljevu.
Nakon što su 30. svibnja 1967. jordanski kralj Husein i egipatski predsjednik Naser potpisali sporazum kojim su dvije vojske stavljene pod zajedničko zapovjedništvo, procjene izraelske obavještajne službe govorile su da je napad arapskih zemalja na Izrael siguran. Najveća bojazan izraelskog zapovjedništva bila je istodobni rat na tri bojišta, koji je mogao biti izbjegnut samo preventivnim izraelskim napadom. Na temelju takvih prosudbi izraelsko je vodstvo na čelu s premijerom Levijem Eshkolom donijelo odluku o brzoj mobilizaciji i grupiranju izraelskih snaga za napad. Dana 5. lipnja 1967. u 8 sati i 45 minuta počeli su iznenadni udari izraelskog ratnog zrakoplovstva na deset egipatskih aerodroma te na sirijske i jordanske, pa čak i na jedan irački vojni aerodrom. Tako su samo tijekom prvog dana rata bombardirane 23 zračne luke u kojima je uništeno gotovo sve egipatsko, sirijsko i jordansko borbeno zrakoplovstvo. Time je već u početku akcije ostvarena apsolutna izraelska nadmoć u zraku, koja će omogućiti zrakoplovstvu da se idućih dana koncentrira na podršku kopnenoj vojsci.
Na jordanskom bojištu neprijateljstva počinju jordanskim granatiranjem izraelskih položaja i zračnim napadima, a jordansko zrakoplovstvo bombardiralo je Tel Aviv. Prvog dana rata oko podneva izraelske su snage prešle na sjeveru u napad u smjeru grada Genina, kojeg sljedeći dan zauzimaju. Na dijelu bojišta prema Egiptu izraelske postrojbe su prvog dana rata probile egipatske obrambene crte i zauzele područje Pojasa Gaze. Izraelske oklopne postrojbe prodrle su uzduž obale Sredozemnog mora prema Sueskom kanalu te unatoč egipatskom otporu potkraj dana stigle na 30 km od kanala. Nakon više neuspjelih protunapada, trećeg dana rata egipatske se snage povlače sa Sinajskog poluotoka prema kanalu, dok ih Izraelci napadaju iz zraka i sa zemlje. Egipatska javnost nije bila obaviještena o stanju na bojištu, već je pogrešno vjerovala da se događaji odvijaju u egipatsku korist.
U noći 6. lipnja Izraelci su izbili na područje Sueskog kanala kod grada Al-Quantarahe, a druga izraelska skupina zauzela je klanac Mitla na središnjem dijelu Sinaja. Na krajnjem jugu Sinajskog poluotoka Izraelci su zračnim desantom zauzeli grad Sharm al-Sheik, čime je otvoren ulaz u Akapski zaljev. Na istočnom ratištu, Izraelci su potisnuli jordansku vojsku i zauzeli stari dio grada Jeruzalema, a istog dana zauzeli su i Šhem (biblijski hrvatski prijevod Šekem, arapski Nablus) i Arihu te izašli na zapadnu obalu rijeke Jordan, čime završavaju borbe na jordanskom dijelu fronte. Četvrtog dana rata na sinajskom bojištu izraelske snage odbile su nekoliko slabih egipatskih protunapada te su pred večer istoga dana osvojile obalu Sueskog kanala u cijeloj dužini. Posredovanjem UN-a kasno u noć istoga dana prekinute su borbe na sinajskom bojištu.
Sirijsko bojište je prva tri dana rata mirovalo, što je u potpunosti odgovaralo Izraelu koji je tako oštricu svog napada mogao usmjeriti na Sinajski poluotok. Ono postaje aktivno tek nakon što je Izrael stabilizirao situaciju na druga dva bojišta, tako 8. lipnja Izraelci prelaze u masovni napad na sirijske položaje te su istu noć iz tri smjera probili sirijske položaje a sljedećeg dana zauzeli su najveću sirijsku utvrdu Tel Taffar i otvorili put prema daljnjem prodoru ka središnjim dijelovima Sirije. Idući dan je izraelska vojska ovladala cijelom Golanskom visoravni. Posredovanjem UN-a 10. lipnja 1967. u 18 sati i 30 minuta prekinuta su borbena djelovanja na sirijskom bojištu te je tako nakon 132 sata i 30 minuta borbenih djelovanja završen Šestodnevni rat.
U Šestodnevnom ratu arapske su zemlje imale oko 30 tisuća poginulih ili nestalih vojnika. Izgubljeno je oko 70 posto naoružanja i opreme, a osobito teško stradala su zrakoplovstva arapskih zemalja. Novonastalom situacijom izraelska se vojska opasno približila trima arapskim prijestolnicama - Kairu na manje od 100 km te Damasku i Amanu na manje od 50 km. Izrael je ratnom pobjedom stekao nadzor nad cijelim biblijskim područjem Izraela ili četiri puta veći teritorij od onog iz 1949. nakon Prvog arapsko-izraelskog rata. Još je milijun palestinskih Arapa došlo pod izraelsku vlast, tako da je pod izraelskom vlašću bilo 1,5 milijuna Arapa. Izrael je anektirao stari dio Jeruzalema, gdje je arapskom stanovništvu ponuđen izbor između izraelskog i jordanskog državljanstva, dok je u Judeji i Samariji (Zapadnoj obali) i Pojasu Gaze uspostavljena vojna vlast.
Za razliku od Jeruzalema, arapskom stanovništvu u Judeji i Samariji (Zapadnoj obali) i Gazi nije ponuđeno izraelsko državljanstvo, a s obzirom na to da ti teritoriji nisu bili anektirani. Izraelska vojna okupacija novoosvojenih područja pod Moshe Dayanom na mjestu ministra obrane pokazala se relativno blagom. Palestinskim je Arapima dopuštena određena razina političkih sloboda i ostavljene su im lokalne institucije vlasti a Izrael nije dirao ni u pravne sustave koji su do okupacije postojali, jordanski na Zapadnoj obali i egipatski u Gazi. Arapsko stanovništvo se pokazalo izvorom jeftine radne snage za izraelsko gospodarstvo pa je počela dnevna migracija Arapa s okupiranih područja u izraelske gradove, koja je potrajala tri desetljeća.
Izrael je objavio namjeru da na novoosvojena područja naseli židovske stanovnike koji su protjerani u ratu 1948. godine. Izraelski političar Yigal Allon bio je tvorac plana podizanja židovskih stambenih naselja na strateški važnim točkama novoosvojenih područja, što je označilo početak novovjekovnog židovskog naseljavanja u njihovu drevnu domovinu Judeju i Samariju (Zapadnu obalu) i Pojas Gaze, te istodobno postalo najvažniji razlog nespremnosti Izraela da se tijekom mirovnog procesa devedesetih godina povuče s okupiranih područja. Iako su u Šestodnevnom ratu uvelike smanjene vojne efektive arapskih zemalja i potvrđena izraelska vojna moć, nije dugoročno riješen niti jedan regionalni problem nego je područje i dalje ostalo žarište, što se potvrdilo već sljedećih mjeseci.

### Pogranični sukobi i međuarapski sukob u Jordanu
Uvjerljiva izraelska pobjeda u ratu 1967. godine omogućila je Izraelu da odbaci sve pokušaje nagodbe s arapskim susjedima. U studenom 1967. Vijeće sigurnosti Ujedinjenih naroda donijelo je rezoluciju 242 kojom je pozvalo Izrael da se povuče s (većine) područja osvojena te godine na obranjive granice u zamjenu za trajan mir, no rezoluciju su odbili i Izrael i arapske zemlje.
Paralelno s diplomatskim naporima, arapske zemlje obnavljale su svoje oružane snage. Zahvaljujući isporukama oružja iz Istočnog bloka, Egipat (tada još uvijek pod nazivom Ujedinjena Arapska Republika) uspio je nadoknaditi gubitak ratnog materijala, a podizanju borbene spremnosti pridonijeti je i dolazak sovjetskih vojnih savjetnika. Izdvojene oružane provokacije na novostvorenoj crti razdvajanja uzduž Sueskog kanala, koje su trajale od ljeta 1967., postupno su prerasle u smišljenu strategiju slabljenja Izraela nanošenjem velikih ljudskih gubitaka izraelskim postrojbama koje su držale položaje na Sinajskom poluotoku. Imajući na umu ograničene izraelske ljudske potencijale, egipatski stratezi su smatrali da će veći broj poginulih izraelskih vojnika prisiliti izraelsku javnost i izraelsku vladu na političke ustupke.
U lipnju 1968. počinju egipatski topnički napadi na izraelske položaje uzduž sjevernog područja Sueskog kanala. Za odmazdu je Izrael poduzeo nekoliko vojnih akcija na egipatskoj strani kanala, uključujući i uništenje egipatskog elektroenergentskog sustava u listopadu 1968. nakon čega su egipatski topnički napadi na nekoliko mjeseci oslabili. Izrael je, utvrđujući granicu duž Sueskog kanala, počeo gradnju opsežnog sustava fortifikacija koji je dobio naziv po tadašnjem ministru obrane, Bar Levu (podrijetlom iz bivše Jugoslavije). Bar Levova linija trebala je osigurati izraelsku južnu granicu, dok je na sjeveru prema Siriji sagrađen niz utvrda na Golanskoj visoravni prozvan Golanskim zidom.
Početkom ožujka 1969. ponovno su eskalirali egipatski topnički napadi uzduž Sueskog kanala u kojima su Izraelci imali velike ljudske gubitke i koji su se nastavili i sljedećih nekoliko mjeseci. Nakon iznenadne smrti izraelskog premijera Eshkola i kratkog premijerskog mandata Yigal Allona, na čelo vlade u Tel Avivu u ožujku 1969. dolazi beskompromisna Golda Meir. Ona je izmijenila strategiju odgovora na egipatske napade prekidajući iscrpljujuće topničke dvoboje na granici i ubacujući u borbu izraelsko ratno zrakoplovstvo. Od srpnja 1969. Izrael iz zraka sustavno bombardira egipatske protuzračne postaje te topničke i tenkovske položaje duž Sueskog kanala. Izraelska zračna ofenziva nastavila se do prosinca, kada se zbog uništenja egipatskih postaja protuzračne obrane mogla protegnuti i na unutrašnjost egipatskog teritorija.
Pokušaj Egipta da se nosi s moćnim izraelskim zračnim snagama pokazao se neuspješnim te se egipatska vojska potkraj 1969. nalazila na rubu novog uništenja. Nakon što su u siječnju 1970. izraelski zračni udari dotakli i predgrađe Kaira, Naser je otputovao na tajni put u Moskvu gdje je bio prisiljen zatražiti pomoć od Sovjetskog Saveza. Moskva je nevoljko udovoljila egipatskom traženju, te je poslala nove protuzračne bitnice i borbene pilote. Povećan broj protuzračnih bitnica na području kanala stvorio je kišobran za egipatsko topništvo i uvelike ograničio učinkovitost izraelskog zrakoplovstva.
Sovjetski angažman u Egiptu stvorio je probleme izraelskoj vojsci koja više nije dominirala bojištem, a pojačano uplitanje Moskve u zbivanja na Bliskom istoku zabrinulo je i Sjedinjene Američke Države koje su pritiskale Izrael da prekine zračnu kampanju. Washington je još potkraj 1969. poslao državnog tajnika Rogersa sa zadaćom da postigne primirje. Pokušavajući privoljeti Izrael na prestanak zračnih akcija, Sjedinjene Države su zaprijetile obustavom ranije dogovorene prodaje borbenih zrakoplova. Pritisak iz Washingtona, uz jasne dokaze o izravnom sovjetskom vojnom angažmanu, omekšao je izraelski stav te su naposljetku Izrael i Egipat u kolovozu 1970. potpisali primirje koje je prihvatio i Jordan.
Tijekom dvogodišnje krize uzduž Sueskog kanala, Izrael je imao gotovo tisuću i pet stotina poginulih vojnika, dok se egipatski gubici procjenjuju na nekoliko puta veći broj, a rat iscrpljivanja ostavio je fatalne posljedice na čelne ljude Izraela i Egipta. Naime, u veljači 1969. umro je izraelski premijer Eshkol, a nedugo nakon potpisivanja primirja od srčanog je udara u rujnu 1970. preminuo i egipatski predsjednik Naser. Suprotno odredbama potpisanog prekida vatre, Egipat je nastavio premještati protuzračne bitnice u područje Sueskog kanala, što će se pokazati vrlo važnim za uspješan prelazak kanala tijekom Yomkippurskog rata 1973. godine. Miješanje Sovjetskog Saveza u regiju prisililo je Washington da izravna protutežu, zbog čega se američka vojna pomoć Izraelu višestruko povećala početkom sedamdesetih godina - u 1967. godini iznosila je tek 13 milijuna američkih dolara, a godinu dana kasnije 76 milijuna, da bi se 1971. popela na čak 600 milijuna dolara.
Osim aktivnog područja Sueskog kanala, krajem šezdesetih godina ni sjeverna izraelska granica nije mirovala. U napadima na Izrael iz uporišta na jordanskom i libanonskom teritoriju bili su aktivni i palestinski fedajini. Izrael je, po već ustaljenom obrascu, odgovarao napadima na Jordan i Libanon, što je imalo za posljedicu jačanje pritiska libanonske i jordanske vlade na palestinske skupine na svom teritoriju. U ožujku 1968. Izrael je na jordanskom teritoriju poduzeo operaciju Inferno usmjerenu na uništenje fedajinske baze, no zbog loše koordinacije izraelskih postrojbi akcija je propala a u arapskoj je javnosti slavljena kao pobjeda palestinskih gerilaca nad izraelskom vojskom.
Porazi u ratovima 1948. i 1967. godine stvorili su veliku palestinsku izbjegličku zajednicu u Jordanu. Njezin vojni i politički utjecaj je tijekom godina rastao i rezultirao je uspostavom paralelnog sustava vlasti u izbjegličkim naseljima. Prvo miješanje Palestinaca u jordansku politiku dogodilo se još 1951. godine ubojstvom jordanskog kralja Abdulaha. U srpnju 1966. Jordan je prvi put uskratio podršku PLO-u, no zbog pritiska arapskog svijeta ona je nastavljena. Postupno se težište aktivnosti palestinskih militanata u Jordanu preusmjerilo s borbe protiv Izraela u pokušaje svrgavanja jordanskog kralja Huseina, a oružani sukob izbjegnut je zahvaljujući posredovanju arapskih zemalja. U ljeto 1970. imenovana je nova jordanska vlada u kojoj je sudjelovalo nekoliko simpatizera PLO-a. Između jordanske vlade i PLO-a potpisan je sporazum kojim je fedajinima dopuštena sloboda kretanja, a PLO je pristao priznati autoritet jordanskog kralja. No, jordansko prihvaćanje prekida vatre s Izraelom u kolovozu iste godine izazvalo je sukobe jordanskih snaga sigurnosti i fedajina, a početkom rujna kralj Husein jedva je izbjegao i drugi pokušaj atentata u istoj godini.
Događaji u Jordanu kulminirali su u rujnu 1970. koordiniranom otmicom pet međunarodnih putničkih zrakoplova, koje je izvela jedna od brojnih palestinskih skupina aktivnih u Jordanu. Uništenje nekoliko otetih zrakoplova bila je kap koja je prelila čašu jordanskog kralja Huseina. Sredinom rujna počeo je napad jordanske vojske na paravojne palestinske formacije, koji je prerastao u otvoreni rat u jordanskim gradovima. U arapskom svijetu on je poznat kao Crni rujan. Sukob je dobio međunarodni karakter kada su 20. rujna Palestincima u pomoć stigli tenkovi sirijske vojske. Uplitanje Sirije dovelo je u tešku situaciju malu jordansku vojsku. Kralj Husein bio je prisiljen obratiti se za pomoć Izraelu. Nakon gubitka više od polovice tenkova i mogućnosti ulaska Izraela u rat, sirijska vojska je četvrti dan operacije počela s povlačenjem iz Jordana.
Naposljetku, 25. rujna dogovoren je prekid vatre između palestinskih fedajina i jordanskih vlasti, na temelju kojeg se fedajini trebaju povući iz Jordana. U završnim jordanskim operacijama u ljeto 1971. likvidirane su posljednje palestinske skupine na jordanskom tlu. Posljedice nasilnog obračuna s Palestincima za Jordan su u arapskom svijetu bile velike. Kralj Husein bio je potpuno politički izoliran u arapskim političkim krugovima, jer su ga smatrali najodgovornijim za izbijanje međuarapskog rata. PLO i veliki dio palestinskih izbjeglica otišao je susjedni Libanon, koji će se sedamdesetih godina pretvoriti u novo ratno žarište regije.

## Žrtve
Broj sveukupnih žrtava tijekom cijelog gotovo 70-godišnjeg bliskoistočnog sukoba, u što se uključuju i neki incidenti uoči samog osnutka države Izrael, je upitan i nema točnih podataka kojima bi se mogao utvrditi točan broj, pošto pojedine strane pretjeruju brojke. Međutim, kada bi se zbrojili svi ratovi u tom sukobu, prema procjeni sveukupno je bilo u prosjeku oko 107.000 žrtava, između 91.000 poginulih minimalno i 123.000 maksimalno.
Broj žrtava na izraelskoj strani je većinom točno utvrđen - prema Jewish Virtual Library preminulo je 22.570 osoba od 1920. do 2009. S druge strane, broj Arapa je teško točno utvrditi pošto se broj poginulih većinom odnosi na procjene, a mnogo manje na činjenice. Ipak, procjenjuje se da je na arapskoj strani bilo između tri do četiri puta više žrtava nego na izraelskoj: najniže procjene kreću se oko 68.000 žrtava, a najviše i do 100.000.
| Ime sukoba                                 | Poginulih Arapa | Poginulih Izraelaca | Ostali poginuli |
| ------------------------------------------ | --------------- | ------------------- | --------------- |
| Pobuna Arapa 1936. – 1939.                 | 5.000           | 400                 | 200             |
| Arapsko-izraelski rat 1948.                | 5.000-15.000    | 6.373               |                 |
| Prekogranični sukobi 1949. – 1956.         | 2.700-5.000     | 500                 |                 |
| Sueska kriza                               | 1.650           | 186                 | 26              |
| Šestodnevni rat                            | 13.200-21.000   | 776                 |                 |
| Rat iscrpljivanja                          | 5.000           | 1.424               | 3               |
| Jomkipurski rat                            | 5.000-15.000    | 2.656               |                 |
| Libanonski sukob 1978.                     | 1.100-2.000     | 20                  |                 |
| Operacija Opera                            | 10              | 0                   | 1               |
| Libanonski rat 1982.                       | 17.825          | 675                 |                 |
| Južnolibanonski sukob 1982. – 2000.        | 2.237-2.739     | 546                 |                 |
| Operacija Drvena noga                      | 68              | 0                   |                 |
| Intifada                                   | 1.162           | 160                 |                 |
| Izraelsko-palestinski sukobi 1993. – 2000. | 387             | 261                 |                 |
| Druga Intifada                             | 5.502           | 1.062               | 64              |
| Izraelsko-libanonski rat 2006.             | 1.191           | 165                 | 53              |
| Operacija Orchard                          | 0               | 0                   | 10              |
| Rat u Gazi 2008. – 2009.                   | 1.166-1.440     | 13                  |                 |
| Razni sukobi od 1920. do 2009.             | -               | 9.407               |                 |
| Ukupno                                     | 68.198-99.974   | 22.570              | 357             |

## Terorizam
Šezdesetih godina je bliskoistočni konflikt izašao izvan okvira regije. Nakon što je arapska nemoć na bojnom polju dokazana u tri rata s ponižavajućim ishodom za arapske zemlje, Palestinci su posegnuli za drugim metodama borbe. Desetine mladih Arapa čiji su roditelji izbjegli iz nekadašnjeg britanskog mandata Palestine, a koji su rođeni i odrasli u izbjegličkim logorima jer im je bila zabranjena repatrijacija od strane arapskih režima gdje su se nalazili, bili su sedamdesetih godina spremni umrijeti za palestinsku stvar u spektakularnim terorističkim podvizima. Sedamdesetih godina su svjetske agencije relativno često izvještavale o nekoj terorističkoj akciji, ponekad izvedenoj tisućama kilometara daleko od Bliskog istoka, iza koje su stajali palestinski teroristi.
Ubrzo nakon svršetka Prvog izraelsko-arapskog rata 1949. godine počinju upadi palestinskih fedajina na izraelski teritorij gdje su meta često bili izraelski civili, za što se Izrael revanširao oružanim odgovorom na teritorij zemlje iz koje je napad došao. Osim u Izraelu, palestinske izbjeglice su 1951. godine izvele ubojstvo jordanskog kralja Husseina I. Palestinski gerilski i teroristički napadi na Izrael dobili su politički okvir na summitu Arapske lige u lipnju 1964. godine, u tada još uvijek arapskom Jeruzalemu, stvaranjem Palestinske oslobodilačke organizacije. PLO Yassera Arafata će u kasnijem stadiju postojanja odbaciti terorizam i izgraditi image političkog pokreta, no i dalje će zadržati veze s radikalnim palestinskim skupinama.
Izraelske obavještajne službe su i same izvodile atentate i akcije terorističkog karaktera u inozemstvu. Najznačajnija izraelska kampanja je bila tzv. Afera Lavon, usmjerena protiv Egipta, a nazvana po izraelskom ministru obrane Pinchasu Lavonu. Naime, početkom pedesetih godina su agenti izraelskog Mossada diljem Egipta postavljali bombe na zapadne ciljeve, s namjerom diskreditacije novog egipatskog režima i sprečavanja britanskog povlačenja iz Egipta.
- Serija palestinskih terorističkih akcija

U lipnju 1968. godine trojica su Palestinaca otela zrakoplov izraelske kompanije El Al na letu iz Rima u Tel Aviv. Iako su se otmice zrakoplova događale i ranije, El Alov zrakoplov je bio prvi koji je otet u političke svrhe. Zahvaljujući publicitetu koji je otmica priskrbila palestinskoj stvari, došlo je do eksplozije sličnih akcija u čemu su prednjačili Palestinci. Uslijedile su nove velike palestinske terorističke akcije; u kolovozu 1970. godine su simultano oteta četiri zrakoplova koja su uništena u jordanskoj pustinji i iniciran je međuarapski rat u Jordanu. U rujnu 1972. godine, nekoliko dana nakon početka Olimpijskih igara u Münchenu, osam terorista iz skupine "Crni rujan" upalo je u Olimpijsko selo i uzelo skupinu izraelskih sportaša za taoce. Zahvaljujući prisutnim TV kamerama iz cijeloga svijeta, milijuni ljudi su bili u prilici pratiti krvave događaje u Olimpijskom selu kada je nakon traljave akcije njemačke policije poginulo svih devet talaca.
U lipnju 1976. godine skupina palestinskih terorista povezanih s njemačkom skupinom Baader Meinhoff otela je zrakoplov Air Francea na letu iz Izraela u Francusku i preusmjerila ga prema Ugandi u srcu Afrike. Otmičari su tražili puštanje zatvorenih palestinskih boraca u Izraelu, Keniji, Zapadnoj Njemačkoj i Švicarskoj, prijeteći početkom likvidacije taoca. Iako je izraelski stav prema terorizmu bio tradicionalno nepopustljiv, izraelska vlada se upustila u pregovore dok je vojska užurbano radila na planu oslobađanja taoca. U iznimno rizičnoj operaciji unatoč udaljenosti od nekoliko tisuća kilometara, izraelski su komandosi, koje su vodili budući izraelski premijer Ehud Barak i brat izraelskog premijera Benjamina Netaniahua - Yonatan Netanyahu, svladali ugandske vojnike i otmičare. Taoci su oslobođeni uz minimalne gubitke te dopremljeni u Izrael. Operacija izraelskih komandosa u Entebbeu 1976. godine ostala je do danas jedna od najsmjelijih komandoskih akcija svih vremena.
Osobito su teške bile palestinske terorističke akcije s velikim civilnim žrtvama, među kojima je bilo i djece. Otmica autobusa u mjestu Avivim Moshav 1970. godine, rušenje stambene zgrade u naselju Kyrjat Shmona 1974. godine te škole u kibucu Maalot mjesec dana kasnije, a veliki medijski publicitet dobio je PLO kada je zauzeo brod "Achille Lauro" 1985. godine.
- Postupno su terorizam kao oblik političke borbe prihvatili gotovo svi politički pokreti diljem regije. U Egiptu je sedamdesetih godina terorističku djelatnost prihvatio pokret Muslimansko bratstvo osnovan još dvadesetih godina XX. stoljeća. Najpoznatija akcija izvedena u suradnji s drugom egipatskom skupinom Islamskim Jihadom jest ubojstvo egipatskog predsjednika Sadata 1981. godine, kao odmazda za represije prema egipatskim fundamentalistima i približavanje Egipta Izraelu. Muslimanska braća su igrala ulogu u zbivanjima u regiji; u vojnom udaru u Sudanu 1989. godine te u neuspjelom ustanku protiv sirijskog režima u gradu Hammahu 1982. godine. Nakon što su Muslimanska braća prihvatila politiku kao modus djelovanja, devedesetih godina su glavninu terorističkih aktivnosti u Egiptu preuzele terorističke organizacije Islamski Jihad i Gamma al Islamya.

- U Libanonu je pak povećani utjecaj Irana na lokalne šijite nakon izraelske agresije na tu zemlju 1982. imao za posljedicu stvaranje organizacije Hezbollah. Ciljevi Hezbolaha su bili strani vojnici u Libanonu i izraelski vojnici. U travnju 1983. godine izveden je prvi veliki samoubilački napad čiji je cilj bila američko veleposlanstvo u Bejrutu. Zgrada veleposlanstva je gotovo u potpunosti uništena, a akcija je odvela u smrt 63 čovjeka. 23. listopada iste godine izvedena je nova velika samoubilačka akcija; simultani napadi automobilima bombama na bazu američkih marinaca na bejrutskom aerodromu te na vojarnu francuskih padobranaca. Poginuo je 241 američki marinac i 58 francuskih vojnika. Za američke oružane snage samoubilačke su akcije u Bejrutu bile težak udarac i najveći ljudski gubitak nakon Vijetnamskog rata, kao i za francusku vojsku nakon Alžirskog rata. Samoubilački napadi Hezbollaha imali su izravne političke konzekvence. Naime Sjedinjene Američke Države, Velika Britanija i Italija u veljači 1984. godine povukli su svoje vojnike iz Libanona, a nekoliko mjeseci kasnije je to učinila i Francuska. Nakon što su izgubili zapadne vojnike kao metu, Hezbollah se okrenuo samoubilačkim akcijama protiv izraelskih trupa u Libanonu i sunitskih ekstremista. Ukupno je u Libanonu od 1983. do 1999. godine izvedeno pedesetak samoubilačkih akcija, od čega se jedan manji, ali značajan dio može pripisati Hezbollahu.

Medijski najeksponiranije terorističke akcije devedesetih godina su u svakom slučaju bile samoubilačke akcije palestinskih terorističkih skupina s ciljem potkopavanja bliskoistočnog mirovnog procesa. S praksom samoubilačkih napada palestinske skupine počinju razmjerno kasno, prvi napad je zabilježen tek 1994. godine. Dvije najvažnije palestinske terorističke skupine koje su prakticirale samoubilačke napade jesu Hamas i Islamski džihad, kojima se od početka 2002. godine pridružila i skupina Brigade mučenika Al Aqse. Mete palestinskih bombaša samoubojica uglavnom su civili.

## Vanjske poveznice
- Dokumenti o Arapsko-izraelskom sukobu i povijest Izraela i Palestine
- Dokumenti o Cionizmu i stvaranju Izraela
- Dokumenti o Bliskoistočnom sukobu  Arhivirana inačica izvorne stranice od 26. rujna 2007. (Wayback Machine)